# Generallajtnant
Generallajtnant (popačenka iz nemščine Generalleutnant) je nekdanji jugoslovanski vojaški čin, ki je ustrezal položaju generalporočnika. Čin generallajtnanta se je med NOB uporabljal v NOV in POJ od 1. maja 1943, po vojni pa tudi v JLA do leta 1952, ko ga je zamenjal čin generalpodpolkovnika.